# Richmond (Vermont)
Richmond is een plaats in Chittenden County in het noordwesten van de staat Vermont in de VS. In 2000 had de plaats een inwoneraantal van 4090. De plaats stond in 1794 voor het eerst op de kaart, en is ontstaan uit landerijen die eerst van omliggende plaatsen waren.
Volgens de census beslaat de plaats een gebied van 83,7 km². 82,5 km² is land, en 1.3 km² is water (dit is 1.52% van de oppervlakte).

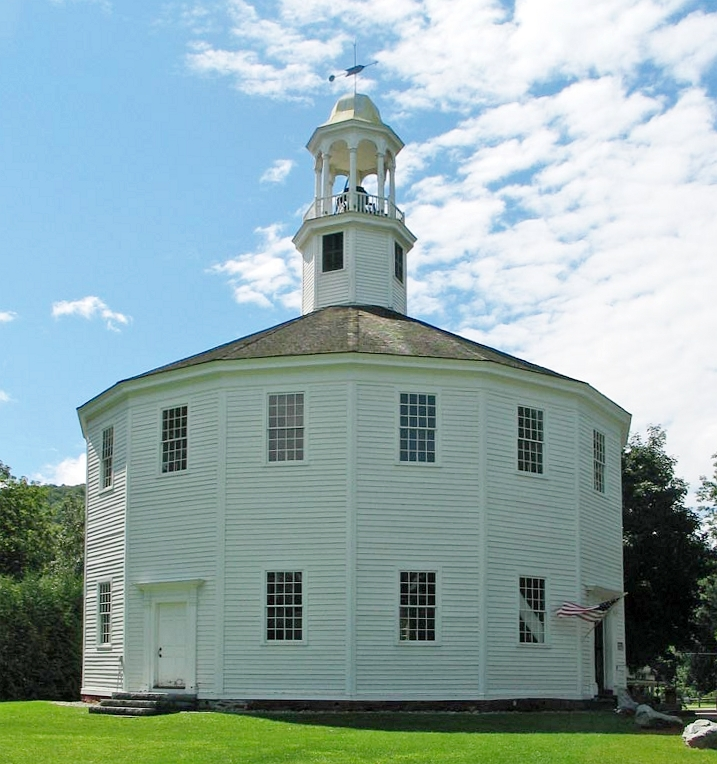
Round Church, Richmond, Vermont

De 16-kantige kerk is een van de bijzonderheden in het dorp. Hij werd in 1812-1813 door mensen van vijf verschillende geloven gebouwd, en was daarmee (een van de) eerste in het land. Het verhaal gaat dat de kerk de ronde vorm kreeg omdat "de duivel dan niet in een hoekje kon schuilen". Henry Ford probeerde eens het kerkje te kopen en het naar Dearborn (in Michigan) te verhuizen, maar de inwoners wilden dat niet.